# Інгела Ерікссон
Інгела Ерікссон  (швед. Ingela Ericsson, 27 вересня 1968) — шведська веслувальниця, олімпійська медалістка.

## Виступи на Олімпіадах
| Олімпіада    | Дисципліна                    | Місце |
| ------------ | ----------------------------- | ----- |
| Атланта 1996 | байдарка-четвірка, 500 метрів | 3     |
| Сідней 2000  | байдарка-двійка, 500 метрів   | 8     |

## Зовнішні посилання
- Досьє на sport.references.com [Архівовано 12 жовтня 2012 у Wayback Machine.]